# Oreye
Pour l’article ayant un titre homophone, voir Oreille.
Oreye (prononcer [ɔʁɛj] ; en wallon Oreye ; en néerlandais Oerle) est une commune francophone de Belgique située en Région wallonne dans la province de Liège, ainsi qu’une localité où siège son administration. Elle est traversée par la rivière Geer.
La commune, qui compte près de 4 000 habitants, est coupée en deux par la route nationale 3 (RN3) qui mène de Liège à Bruxelles et qui était principalement utilisée avant la construction de l'autoroute A3/E40, qui part à présent de l'Allemagne, non loin de Cologne pour arriver en France par la côte belge.
La raffinerie Notre-Dame y est implantée et est une grosse filière de l'industrie du sucre.

## Étymologie
866 Orel, 1107 Orelium
(Propriété) des Aurelius, gentilice latin,.

## Géographie

### Communes limitrophes
| Heers   | Looz      | Tongres |
| Waremme | Oreye     | Crisnée |
|         | Remicourt |         |

### Sections
| # | Nom           | Superf. (km²) | Habitants (2020) | Habitants par km² | Code INS |
| - | ------------- | ------------- | ---------------- | ----------------- | -------- |
| 1 | Oreye         | 4,49          | 1.434            | 319               | 64056A0  |
| 2 | Otrange       | 1,93          | 463              | 240               | 64056A1  |
| 3 | Lens-sur-Geer | 2,54          | 356              | 140               | 64056A2  |
| 4 | Grandville    | 3,92          | 955              | 244               | 64056A3  |
| 5 | Bergilers     | 5,72          | 696              | 122               | 64056A4  |

## Démographie

### Démographie: Avant la fusion des communes
- Source: DGS recensements population

### Démographie: Commune fusionnée
En tenant compte des anciennes communes entraînées dans la fusion de communes de 1965, on peut dresser l'évolution suivante:
Les chiffres des années 1831 à 1970 tiennent compte des chiffres des anciennes communes fusionnées.
- Source: DGS , de 1831 à 1981=recensements population; à partir de 1990 = nombre d'habitants chaque 1 janvier[3]

## Histoire
L'actuelle commune d'Oreye est née le 1er janvier 1965 de la fusion des communes de Bergilers, Grandville, Lens-sur-Geer, Oreye et Otrange, toutes traversées par le Geer, véritable trait d'Union entre ces cinq villages.
Cette rivière est d'ailleurs à l'origine des appellations de Lens-sur-Geer, Gereville (village sur le Geer) aujourd'hui devenu Grandville. Autrefois, la région comptait de nombreux moulins à eau (Oreye, Lens, Bergilers).
Quant à l'origine la plus plausible du nom Oreye, que l'on retrouve jadis sous les appellations Horel - Urle, et en néerlandais Oerle, il semble provenir du vieux français orle, d'où vient le verbe ourler. Une autre origine est « terre d'Aurelius » par syncope de la syllabe faible.
Oreye, à l'instar de Heure-le-Romain, ourlait donc la frontière linguistique. En effet, si Tongres, la civitas toute proche, devint germanique, à Oreye, le roman profondément enraciné put absorber les Francs, introduits par les invasions germaniques du Ve siècle.
À l'époque gallo-romaine et au Moyen Âge, la région dépendait du comté de Looz, rattaché lui-même à la principauté de Liège. Le village suivra donc le sort que lui impose l'histoire de la principauté, à l'exception de Bergilers qui relevait du comté de Namur. Bergilers constituait en effet une enclave namuroise dans la principauté de Liège, à l'exception du lieu-dit Malpas (mauvais pas), passage de la chaussée romaine vers la bonne ville de Waremme qui restait terre de principauté. Le seigneur de Bergilers y avait une haute cour et par possession du village, avait le droit de siéger au nombre des douze pairs, formant le tribunal suprême de Namur.
Les seigneurs de Grandville qui dépendaient directement de l'autorité du comte de Looz, passèrent ensuite sous celle du prince-évêque de Liège. En 1619, ce dernier engagea la seigneurie à Godefroid, seigneur de Bocholtz et d'Oreye (devenu une baronnie). Grandville partagea dès lors le destin d'Oreye jusqu'à la fin de l'Ancien régime.
La seigneurie de Lens-sur-Geer appartenait, sous l'ancien régime, au chapitre de Saint-Denis de Liège, qui disposait dans la localité d'une cour de justice et qui garda, jusqu'à la fin du XVIIIe siècle, l'exploitation d'une ferme de 81 hectares, vendue comme bien national à la Révolution française. L'avouerie relevait toutefois du comté de Looz.
Une grande partie du village d'Oreye était propriété de l'abbaye de Saint-Trond qui y possédait une cour censale, encore active au début du XVIIe siècle. L'avouerie des biens appartenait au Comté de Looz. Les seigneurs d'Oreye y possédaient, château, cour féodale et cour de justice. Aux confins des pays de Liège et de Looz, le village fut dévasté à plusieurs reprises (1172 - 1364 - 1636). Le château fut détruit en 1630.
La seigneurie d'Otrange appartient un moment au lignage de Thys, qui possédait le village du même nom. Sur le plan féodal, la juridiction sur les alleux dépendait aussi de la cour allodiale de Looz. L'église dédiée à sainte Gertrude, grande Dame de Nivelles, également fille de Pépin de Landen, fut donnée par Notger, au chapitre de Sainte-Croix de Liège. Le château d'Otrange relevait jadis de la paroisse d'Oreye.
Aujourd'hui, la Commune d'Oreye a le caractère rural des villages de campagne. Située en plein cœur de la Hesbaye, terre fertile par excellence, à Oreye, les champs de céréales côtoient les champs de betteraves, culture à laquelle notre sol argilo-limoneux convient parfaitement.
Cette betterave, si typique de nos campagnes, fait d'ailleurs la renommée de notre région et les beaux jours de notre commune, grâce notamment à la Raffinerie Notre-Dame.
Mais, outre le village de la raffinerie, Oreye est également le berceau des paveurs. L'entité doit vraisemblablement cette renommée au chantier de pavage de la route qui menait de Bruxelles à Liège. Ce chantier, décidé en 1780 par l'empereur Joseph II d'Autriche, a en effet incité de nombreuses entreprises familiales orétoises à se spécialiser dans ce domaine.

## Héraldique
|  | D'argent, chargé de l'inscription "Blason à dessiner" d'azur, en lettres capitales modernes. Source du blasonnement : Heraldy of the World. |

## Politique et administration

### Collège et conseil communal 2024-2030
| Collège communal  |                   |          |
| ----------------- | ----------------- | -------- |
| Bourgmestre       | Jean-Marc Daerden | ENSEMBLE |
| 1er Échevin       | Dylan Dassy       | ENSEMBLE |
| 2e Échevine       | Magali De Leeuw   | ENSEMBLE |
| 3e Échevine       | Ophélie Bairin    | ENSEMBLE |
| Président du CPAS | Bernard de Sart   | ENSEMBLE |

## Patrimoine et culture

### Patrimoine architectural
- Liste du patrimoine immobilier classé d'Oreye.

## Économie

### Sucrerie d'Oreye
Implantée depuis 1889, au départ sous le nom de « Sucrerie d'Oreye ». D'abord spécialisée dans l'extraction du sucre de la betterave, l'usine s'est spécialisée au cours des années 1990 dans la production d'oligofructose et d'inuline à partir de racines de chicorée. Les substances ainsi produites possèdent une valeur diététique remarquable, ce qui assure leur succès.
Né du blocus continental décrété par Napoléon en 1806, pour pallier la pénurie du sucre de canne, l'industrie sucrière de la betterave ne prend un réel essor en Belgique qu'à partir de son indépendance et dans l'arrondissement de Waremme à partir des années 1850.

En 1874, on pouvait compter 17 sucreries dans l'arrondissement.

La fertilité du sol hesbignon, un réseau routier bien structuré et de nombreuses sources naturelles incitent à construire une fabrique de sucre de betteraves dans le petit village d'Oreye.
La S.A. « Sucrerie d'Oreye » est fondée le 15 juin 1889. Elle est capable de transformer, en sucre brut, 300 tonnes de betteraves par jour.

Au cours des années, la production de sucre de betteraves s'industrialise de plus en plus ; elle va bientôt renverser la suprématie de la canne à sucre.

En 1901, la société est dissoute et ses activités sont reprises par un autre groupe sous la dénomination de « Sucrerie Notre-Dame ».
Pendant la première guerre mondiale, la sucrerie parvient à maintenir ses activités mais la grande crise de 1929 et l'effondrement des cours du sucre vont pousser les dirigeants de la Sucrerie Notre-Dame à diversifier sa production par la construction d'une raffinerie. La société prendra désormais le nom de « Raffinerie Notre-Dame ».
Malgré les difficultés économiques du moment, la Raffinerie Notre-Dame se lance dès 1945, dans la modernisation de son outillage. En 1952, elle se dote notamment d'un nouveau diffuseur continu de grande capacité mis au point par la Raffinerie Tirlemontoise, devenue depuis 1936, actionnaire majoritaire de la société.
À partir de cette époque, les innovations et améliorations vont se succéder, tant dans le domaine du procédé d'extraction du sucre que dans la recherche de nouvelles variétés de semences de betteraves.
La Raffinerie Notre-dame s'intéresse également à cette époque à la mécanisation de la culture et collabore à la mise au point d'un semoir de précision et de matériel d'arrachage mécanique de betteraves.
À partir des années 1960, la raffinerie Notre-Dame développe quelques activités annexes :
- en 1964, elle installe la première sécherie de pulpes en Belgique ;
- en 1966, la nouvelle centrale électrique est interconnectée au réseau public pour la vente d'importantes quantités d'énergie électrique.

En 1981, une nouvelle orientation se dessine pour la raffinerie Notre-Dame, qui, dans le cadre de spécialisation de la Raffinerie Tirlemontoise, abandonne sa production et le conditionnement des sucres ménagers pour se consacrer principalement à la fabrication des sucres raffinés pour l'industrie et l'artisanat.

La capacité de production atteint alors 5,500 tonnes de betteraves par jour.

Depuis 1984, La Raffinerie Tirlemontoise augmente sa participation dans la société.
En février 1990, le groupe allemand Südzucker rachète l'ensemble des activités sucrières du groupe tirlemontois, le rachat s'inscrivant dans le cadre des nouvelles perspectives découlant de l'instauration du grand marché européen.
À partir des années 1990, la raffinerie Notre-Dame opère un changement radical d'activité et s'oriente avec succès vers la production de fibres alimentaires obtenues au départ de racines de chicorée. Dès 1995, la conversion est achevée et plus aucune betterave n'est transformée sur le site. Au cours de cette mutation, la société prend successivement le nom de raffinerie Notre-Dame/Orafti puis de BENEO-Orafti, nom qu'elle porte encore aujourd'hui et qui marque sont appartenance à BENEO, la division du groupe Südzucker spécialisée dans la production et la commercialisation d'ingrédients alimentaires d'origine naturelle largement reconnus pour leur caractère sain. En contribuant à l'amélioration de la santé par l'alimentation, les fibres alimentaires inuline et oligofructose produites par BENEO-Orafti connaissent un succès mondial et elles se retrouvent dans un large éventail d'aliments commercialisés par les grands acteurs de l'industrie alimentaire.